# Proasteion
Le proasteion était dans l'Empire byzantin, une grande parcelle de terre, un domaine foncier appartenant le plus souvent à un grand propriétaire qui n'y résidait pas (contrairement à l'agridion). Le proasteion était loué, par exemple à un parèques, qui s'occupait de la terre du domaine. Il pouvait même être confié à un esclave. Il était situé à l'extérieur des enceintes de la ville, de sorte que par la suite le mot a pu désigner les faubourgs urbains. 